# Ko Ya Man
Ko Ya Man – tajska wyspa leżąca na Morzu Andamańskim. Administracyjnie położona jest w prowincji Krabi. Najwyższe wzniesienie wynosi w przybliżeniu 8 m n.p.m. Wyspa jest niezamieszkana.
Leży w odległości 2,5 km na południowy zachód od plaży Railay oraz 3 km na północny wschód od wyspy Ko Po Da Nai.